# Malaysische Futsalnationalmannschaft
Die malaysische Futsalnationalmannschaft ist eine repräsentative Auswahl malaysischer Futsalspieler. Die Mannschaft vertritt den malaysischen Fußballverband bei internationalen Begegnungen.

## Abschneiden bei Turnieren
Malaysia qualifizierte sich 1996 für die Weltmeisterschaft in Spanien, war dort aber in einer Gruppe mit Italien, Uruguay und die Vereinigten Staaten chancenlos und schied ohne Punktgewinn aus.
An Asienmeisterschaften nimmt man seit der erstmaligen Austragung, die 1999 in Malaysia stattfand, regelmäßig teil. Bei neun Endrundenteilnahmen kam man allerdings nie über die Vorrunde hinaus. Bei den Futsal-Meisterschaften der ASEAN Football Federation erreichte das Team 2003, 2005 und 2010 den zweiten Rang, bei zwei weiteren Austragungen belegte man im Abschlussklassement den dritten Platz.

### Futsal-Weltmeisterschaft
- 1989 – nicht eingeladen
- 1992 – nicht teilgenommen
- 1996 – Vorrunde
- 2000 bis 2024 – nicht qualifiziert

### Futsal-Asienmeisterschaft
- 1999 – Vorrunde
- 2000 – nicht teilgenommen
- 2001 bis 2008 – Vorrunde
- 2010 – nicht qualifiziert
- 2012 – nicht qualifiziert
- 2014 – Vorrunde
- 2016 – Vorrunde
- 2018 – Vorrunde
- 2022 – nicht qualifiziert
- 2024 – nicht qualifiziert

### Futsal-Asian Indoor Games
- 2005 – nicht teilgenommen
- 2007 – Viertelfinale
- 2009 – Viertelfinale
- 2013 – Gruppenphase
- 2017 – nicht teilgenommen

### Südostasienspiele
- 2007 – 2. Platz
- 2011 – 4. Platz
- 2013 – Gruppenphase
- 2017 – 2. Platz